# Send Me an Angel (Scorpions)
Send Me an Angel è l'undicesima e ultima canzone dell'album Crazy World del 1991, del gruppo tedesco hard rock Scorpions. Questa canzone divenne un hit nel 1991 raggiungendo i primi posti nei charts in vari paesi (Svezia e Paesi Bassi: #4, Germania: #5, Francia e Austria: #8, Svizzera: #13, Regno Unito: #27, Stati Uniti: #44). Essa fu suonata anche negli album Moment of Glory e Acoustica.
La versione del album live del 2000 Moment of Glory fu registrata con il cantante italiano Zucchero Fornaciari. Send me an Angel è anche contenuta nella compilation Classic Bites edita nel 2002, alla traccia n. 9.
Nel 2004 il disc jockey tedesco Jan Wayne ne ha realizzato una versione trance, intitolata "Here I Am (Send Me An Angel)".

## Tracce
1. Send Me an Angel
2. Crazy World
3. Holiday (live a Mosca)

## Classifica
| Anno | Posizione      | Posizione     | Posizione        | Posizione         | Posizione             |
| Anno | German Top 100 | France Top 50 | UK Singles Chart | Billboard Hot 100 | Mainstream Rock Chart |
| ---- | -------------- | ------------- | ---------------- | ----------------- | --------------------- |
| 1991 | 5              | 8             | 27               | 44                | 8                     |

## Formazione
- Klaus Meine - voce
- Rudolf Schenker - chitarra solista
- Matthias Jabs - chitarra acustica, ritmica
- Francis Buchholz - basso
- Herman Rarebell - batteria

altri musicisti
- Jim Vallance – tastiera